# ویتور بایا
ویتور بایا (انگلیسی: Vítor Baía؛ زادهٔ ۱۵ اکتبر ۱۹۶۹) یک بازیکن فوتبال اهل پرتغال است.
او که سابقه بازی برای باشگاه‌های پورتو و بارسلونا را در کارنامه خود دارد، همچنین سال‌ها به عنوان دروازه بان در تیم ملی فوتبال پرتغال بازی کرده‌است.
وی در طول ۲۰ سال فعالیتش ۸۰ بازی ملی برای پرتغال انجام داده و مقام‌های بسیاری نیز با تیم‌های پورتو و بارسلونا تصاحب کرده‌است. ابتدا به همراه پورتو قهرمان لیگ قهرمانان اروپا شد و پس از آن به بارسلونا اسپانیا نقل مکان کرد. ولی در آنجا هم بیکار ننشست و جام جام داران را از آن خود کرد. سرانجام نیز وداع دلچسبی با پورتو داشت و در فصل ۲۰۰۷-۲۰۰۶ جام یوفا را بالای سر برد و دهمین مدال قهرمانی اش را بر گردن آویخت. به این ترتیب می‌توان گفت بایا از معدود بازیکنانی است که در طول زندگی حرفه‌ای اش توانسته در ۳ جام باشگاهی اروپا به مقام برسد.
ویتور بایا دروازه بان کهنه کار پرتغالی پس از پایان عمر ورزشی اش در یکی از پست‌های مدیریتی باشگاه پورتو یعنی مدیر ورزشی مشغول به کار شده‌است.

.